# Станица метроа Јустон сквер
Јустон сквер (енгл. Euston Square tube station) је станица лондонског метроа у првој наплатној зони. Станица се налази на Кружној, Хамерсмит и Сити и Метрополитан линији, између станица Грејт Портланд Стрит и Кингс Крос св. Панкрас. Јустон Сквер је у непосредној близини железничке станице Јустон.
Станица је отворена 1863. године под називом Гауер Стрит, а назив је промењен 1909. године. Крајем 2006. је саграђен нови улаз са јужне стране Јустон Роуда, а у станицу се може ући и са северне стране те улице.
У децембру 2005. године је најављено да ће се изградити подземни пролаз између Јустон и Јустон Сквер станица.

## Јустон Сквер данас
Кроз ову станицу је у 2008. години прошло 10,58 милиона путника, а сваког радног дана просечно 36 951 путник.
| Претходна станица                                                      | Линија метроа | Линија метроа    | Линија метроа | Следећа станица                                     |
| ---------------------------------------------------------------------- | ------------- | ---------------- | ------------- | --------------------------------------------------- |
| Грејт Портланд Стрит према станици Хај Стрит Кенсингтон                |               | Кружна           |               | Кингс Крос св. Панкрас према станици Ливерпул Стрит |
| Грејт Портланд Стрит према станици Аксбриџ, Амершам, Чешам или Ватфорд |               | Метрополитан     |               | Кингс Крос св. Панкрас према станици Алдгејт        |
| Грејт Портланд Стрит према станици Хамерсмит                           |               | Хамерсмит и Сити |               | Кингс Крос св. Панкрас према станици Баркинг        |

## Галерија
- Платформе на станици (ка западу)
- Платформе на станици (ка истоку)
- Знак станице
- Улаз са северне стране Јустон Роуда